# Bieńkówka (województwo małopolskie)
Bieńkówka – wieś w Polsce, położona w województwie małopolskim, w powiecie suskim, w gminie Budzów.

## Położenie
Wieś położona między północnym zboczem Koskowej Góry (866 lub 874 m n.p.m.) a południowym Babicy (727 m n.p.m.). Podzielona jest na jednostki administracyjne zwane rolami. m.in.: Nieckulówka, Pabisówka, Zagrody Dolne.
Spod Koskowej Góry wypływa potok Kotońka, który wpływa do rzeczki Skorutówka.
W latach 1954–1972 wieś należała i była siedzibą władz gromady Bieńkówka. W latach 1975–1998 wieś administracyjnie należała do województwa bielskiego.

## Integralne części wsi
| części wsi | Dolne Zagrody, Dziadkówka, Igłówka, Kaniówka, Klimówka, Lenikówka, Na Sołtystwie, Szczerbakówka, U Celaka, U Chabosia, U Chajosta, U Chuchra, U Chwały, U Ciorka, U Gielaty, U Głuca, U Goryla, U Haręży, U Jędrzejaka, U Jończyka, U Kiełbusa, U Kojsa, U Krużla, U Lacha Dolnego, U Lacha na Górze, U Łakoty, U Liszki, U Marca, U Mierochy Dolnej, U Mierochy Górnej, U Mruca, U Nieckuli, U Pabisa, U Pająka, U Pawlika, U Rajdochy, U Sałapata, U Stachonia, U Stachury, U Stróża, U Szczepana, U Szczerby, U Wenca, U Wiewiórki, U Wroniaka, U Wrony Dolnej, U Wrony Górnej |

## Historia
Wieś Bieńkówka założona została przez króla Polski Kazimierza Wielkiego w 1366 roku.

## Zabytki
Obiekt wpisany do rejestru zabytków nieruchomych województwa małopolskiego.
- Kościół pw. św. Trójcy.
Budynek barokowy, jednonawowy z czworościenną wieżą. Konsekrowany 7 lipca 1797 roku (rok utworzenia parafii). W ołtarzu głównym znajduje się łaskami słynący obraz Matki Bożej Bieńkowskiej (nieoficjalnie koronowany). Na zasłonie XIX w. wizerunek Trójcy Świętej wykonany przez Jana Stankiewicza z Oświęcimia. Dwa rokokowe ołtarze boczne, późnobarokowa ambona oraz dwie kamienne kropielnice. W latach 80. ubiegłego stulecia kościół został odnowiony, wtedy to m.in. odtworzono dawne ogrodzenie kościoła, z tego okresu pochodzą także nowe witraże, dzieło Mirona Norwicza. W kościele tym była ochrzczona błogosławiona Rozalia Celakówna. Przed tutejszym ołtarzem Matki Boskiej złożyła też prywatne śluby.

## Osoby związane z miejscowością
- Jan Rusin (1889–1946)[7][8].

## Religia
- Parafia Przenajświętszej Trójcy w Bieńkówce

## Galeria

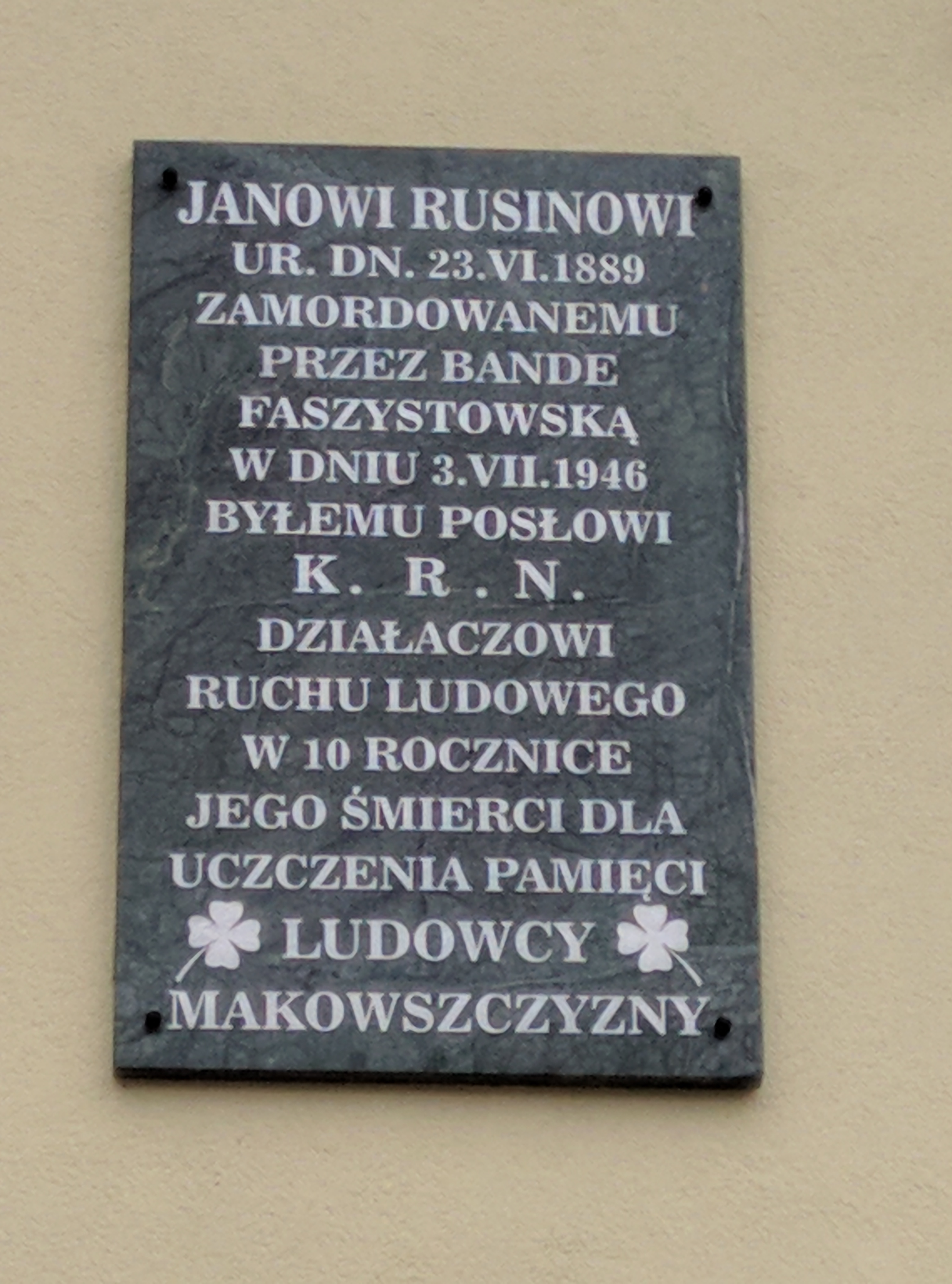
Tablica upamiętniająca Jana Rusina
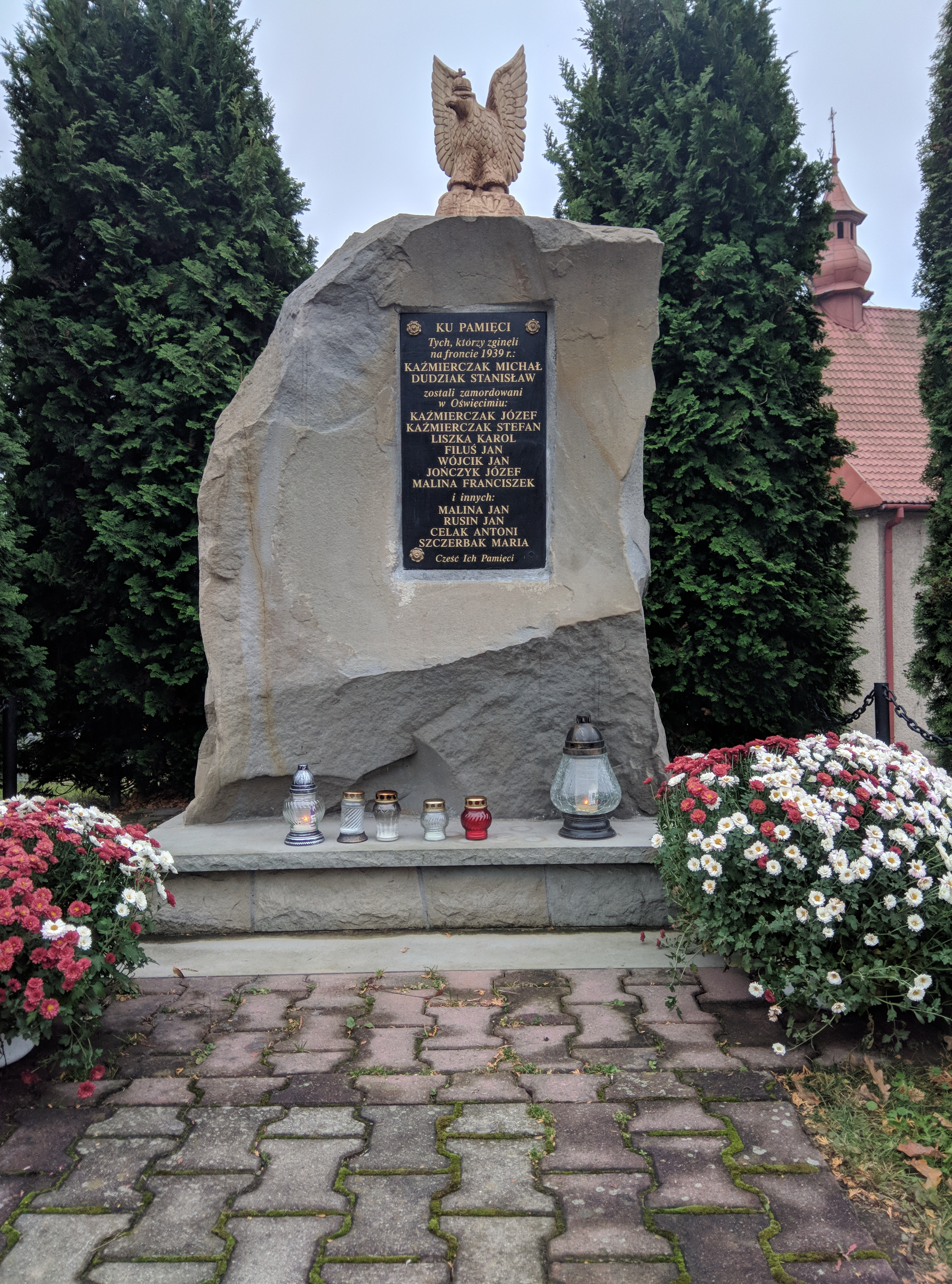
Pomnik poległych podczas II wojny światowej mieszkańców Bieńkówki
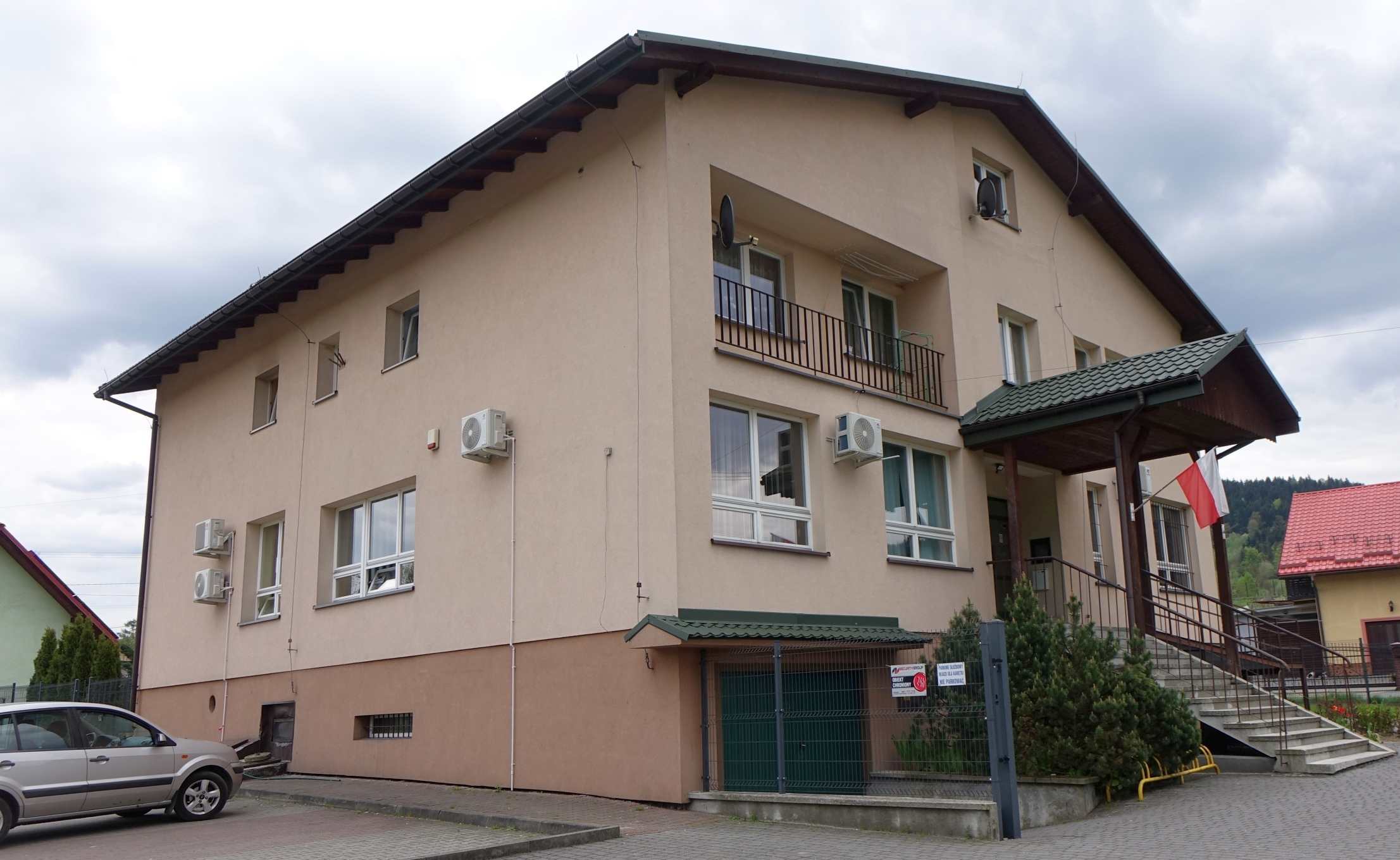
Ośrodek zdrowia
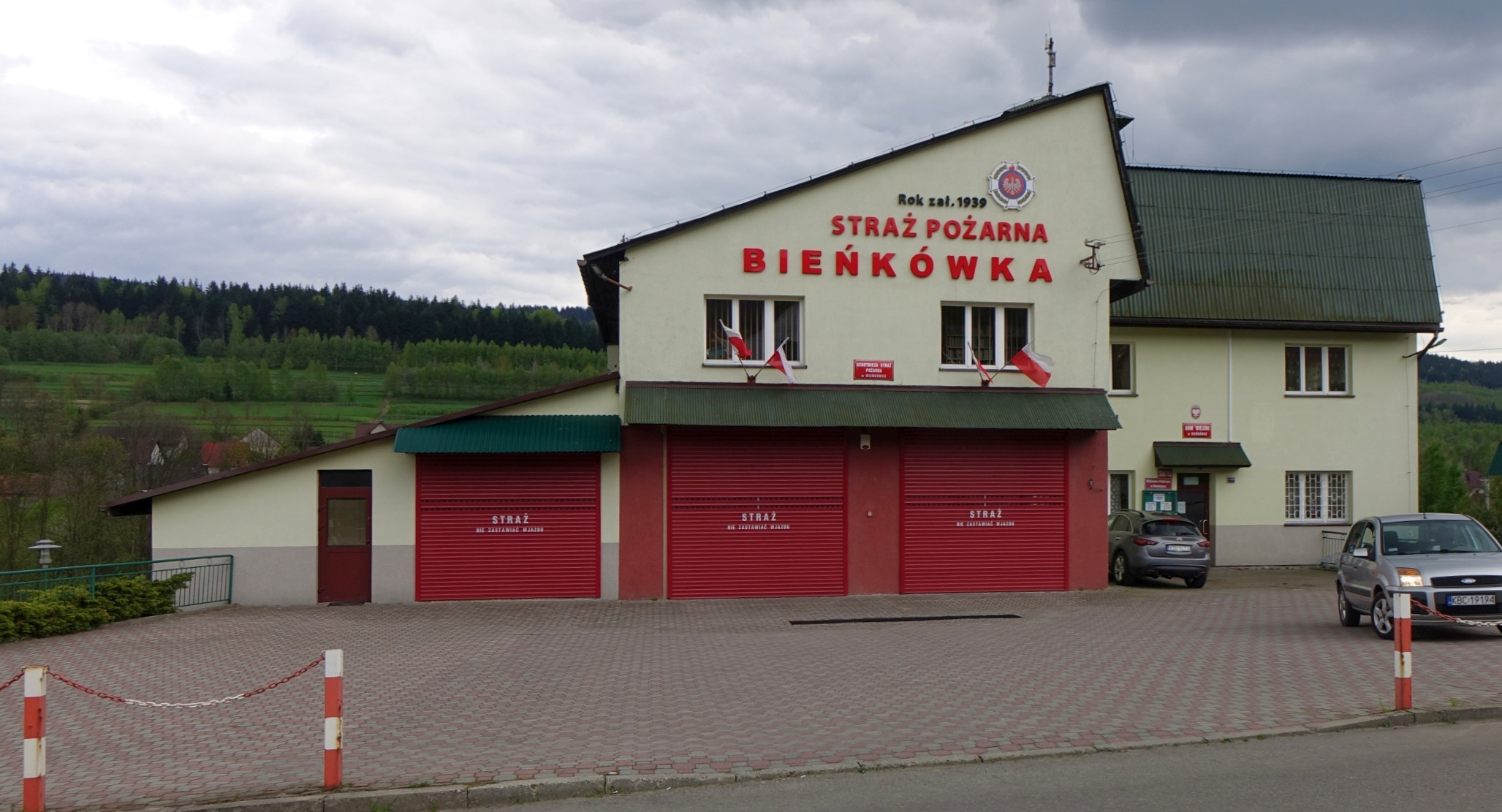
Remiza OSP
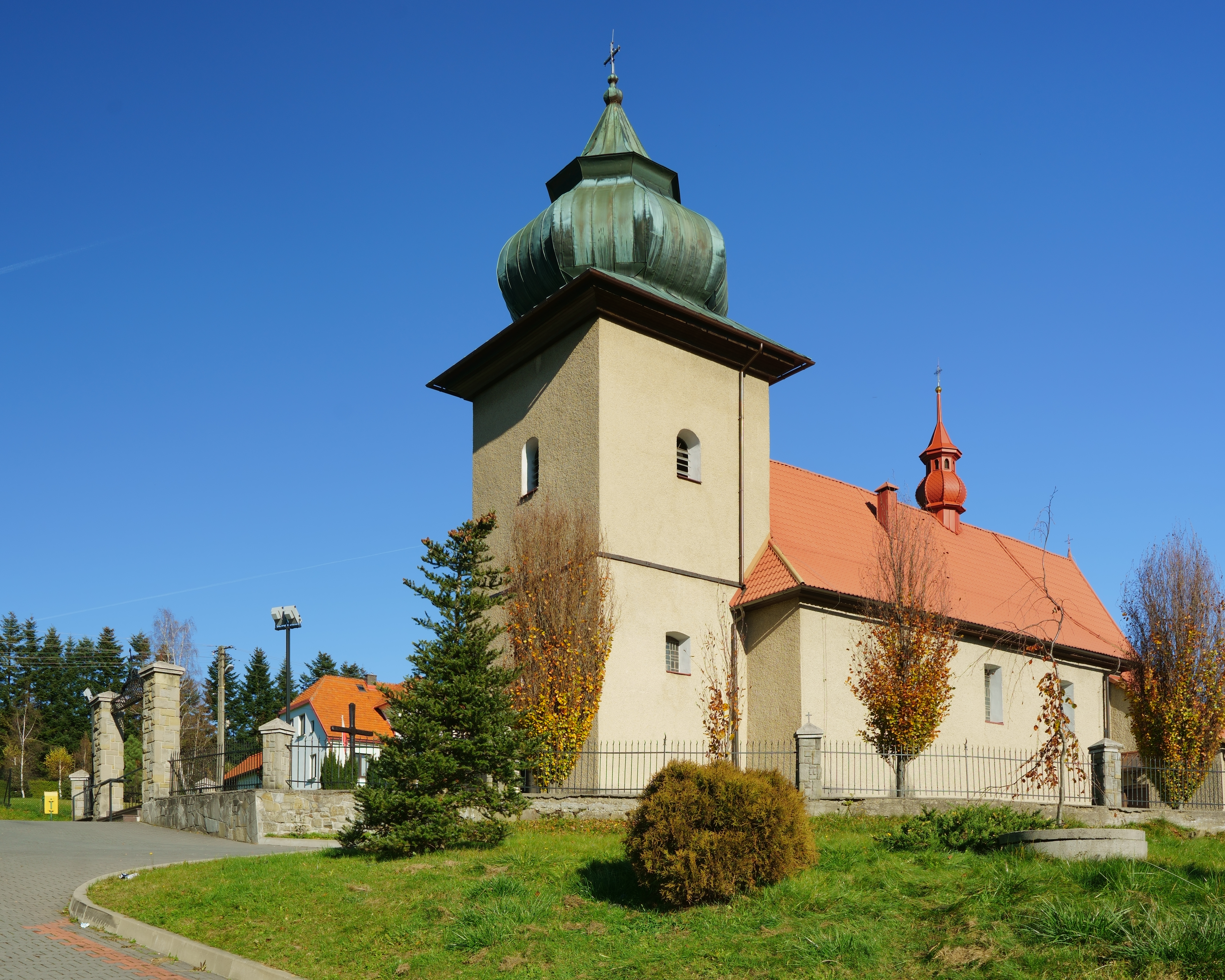
Kościół